# Jänkänalusta
Jänkänalusta (meänkieli för myrens början) är en by i Kiruna kommun. I juni 2024 fanns det enligt Ratsit 22 personer över 16 år registrerade med Jänkänalusta som adress. Byn grundades runtomkring 1902 av makarna Johan 'Posti-Juntti' Fjällborg (1873-1944) och Maria Erika Olsdotter Stålnacke (1878-1967) från Kaalasjärvi.